# This Is My Life (filme de 1992)
This Is My Life (Brasil: Esta é Minha Vida / Portugal: Minha Mãe É Um Problema!...) é um filme de 1992 que marcou a estreia na direção da roteirista Nora Ephron. O roteiro, escrito por Ephron e sua irmã, Delia Ephron, é baseado no livro, This Is Your Life, de Meg Wolitzer.
O filme conta a história de Dottie Ingels (Julie Kavner), que trabalha em um balcão de cosméticos, mas aspira a ser uma comediante stand-up. A tia de Ingels, Harriet, morre e deixa para a família sua casa em Queens, que Ingels depois vende para ir para um apartamento em Manhattan. Carreira de comédia de Ingels começa a decolar com a ajuda de seu agente, Arnold Moss (Dan Aykroyd) e assistente de Moss, Claudia Curtis (Carrie Fisher). Crianças de Ingels, Erica (Samantha Mathis) e Opal (Gaby Hoffmann) ficam com raiva de Dottie, porque eles quase nunca vê-la. Erica e Opal em seguida, fogem para encontrar seu pai no interior de Albany, a quem Opal nem se lembra, sendo apenas 1 ou 2 anos de idade, quando ele os deixou.
O personagem interpretado por Aykroyd, Arnold Moss, é baseado no famoso agente de talentos de Nova York Sam Cohn, e tem algumas das excentricidades para que Cohn era conhecido, como o hábito de comer papel.
A trilha sonora do filme foi realizada por Carly Simon e lançado pela Qwest Records. Embora o álbum não conseguiu fazer sucesso, o single "Love of My Life" alcançou a posição #16 na parada Billboard Adult Contemporary.
20th Century Fox lançou o filme em DVD-R em 2012, como parte de sua linha de Arquivos Fox Cinema.